# Zwevende wisselkoers
Een zwevende wisselkoers of fluctuerende wisselkoers is een type wisselkoers, waarin de waarde van een valuta in de valutamarkt mag fluctueren. Een valuta met een zwevende wisselkoers staat ook wel als een "zwevende valuta" bekend.